# بایان‌چاغان (توف)
شهرستان بایان‌چاغان (به زبان مغولی: Баянцагаан сум، [Bajancagaan sum]؛ ᠪᠠᠶ᠋ᠠᠨ ᠴᠠᠭᠠᠨ ᠰᠤᠮᠤ، [bayan čaɣan sumu]) یک شهرستان (سُوم) در مغولستان است که در استان توف واقع شده‌است.

## تقسیمات اداری
شهرستان بایان‌چاغان متشکل از ۵ قصبه (باغ) می‌باشد، شامل:
- آلتات (مغولی: Алтат баг، [Altat bag]؛ ᠠᠯᠲᠠᠲᠤ ᠪᠠᠭ، [altatu baɣ])
- اولجیت (مغولی: Өлзийт баг، [Ölzijt bag]؛ ᠥᠯᠵᠡᠶᠢᠲᠦ ᠪᠠᠭ، [öljeyitü baɣ])
- بایان‌آیراغ (مغولی: Баян айраг баг، [Bajan ajrag bag]؛ ᠪᠠᠶ᠋ᠠᠨ ᠠᠶᠢᠷᠠᠭ ᠪᠠᠭ، [bayan ayiraɣ baɣ])
- جوغسول (مغولی: Зогсоол баг، [Zogsool bag]؛ ᠵᠣᠭᠰᠤᠭᠠᠯ ᠪᠠᠭ، [joɣsuɣal baɣ])
- غوربان‌تورو (مغولی: Гурван түрүү баг، [Gurvan türüü bag]؛ ᠭᠤᠷᠪᠠᠨ ᠲᠦᠷᠦᠭᠦᠦ ᠪᠠᠭ، [ɣurban türügüü baɣ])